# Operjenost
Operjenost ptice pomeni, da je njeno telo poraslo s perjem. Izraz se nanaša na to, kako je perje razporejeno na ptici, na njegove vzorce in barvo. Obstajajo tri vrste perja, najbližje telesu je mehko puhasto perje, ki ščiti ptico pred mrazom. Nad njim je togo krovno perje, ki je kratko in okroglo in daje ptici aerodinamično obliko. Na krilih in repu je daljše letalno perje, ki omogoča ptici vzlet, let, spreminjanje smeri in pristanek.

## Obarvanost perja
Poznavanje sprememb v obarvanosti perja pomaga pri določevanju ne le posameznih vrst ptic, ampak tudi pri določevanju posameznega ptiča, njegove starosti in spol. 

### Samec - samica
Samica mora zaradi valjenja biti čim manj opazna v okolju, zato so pri večini vrst, ki gnezdijo na tleh rjave barve. Samice duplarjev (črna žolna, detel, ...) nimajo take potrebe po prikrivanju, zato so si samci in samice precej podobni.

### Starost
Pri nekaterih ptičjih vrstah se pojavljajo razlike med obarvanostjo mladičev in odraslih osebkov, kar lahko traja od nekaj tednov do več let. Z drugačno obarvanostjo perja ptica pokaže, da je spolno zrela in da je pripravljena na paritev ter gnezdenje.

### Sezonske razlike
Sezonske razlike v obarvanosti se pojavljajo predvsem pri tistih vrstah, ki živijo v različnih habitatih v različnih obdobjih. 
Pri belki pozimi oba spola postaneta popolnoma bela. To omogoča preživetje v zimskih mesecih. S poletnimi barvami pa je barva perja prilagojena okolici, v katerem živi.